# Bund (Saiteninstrument)

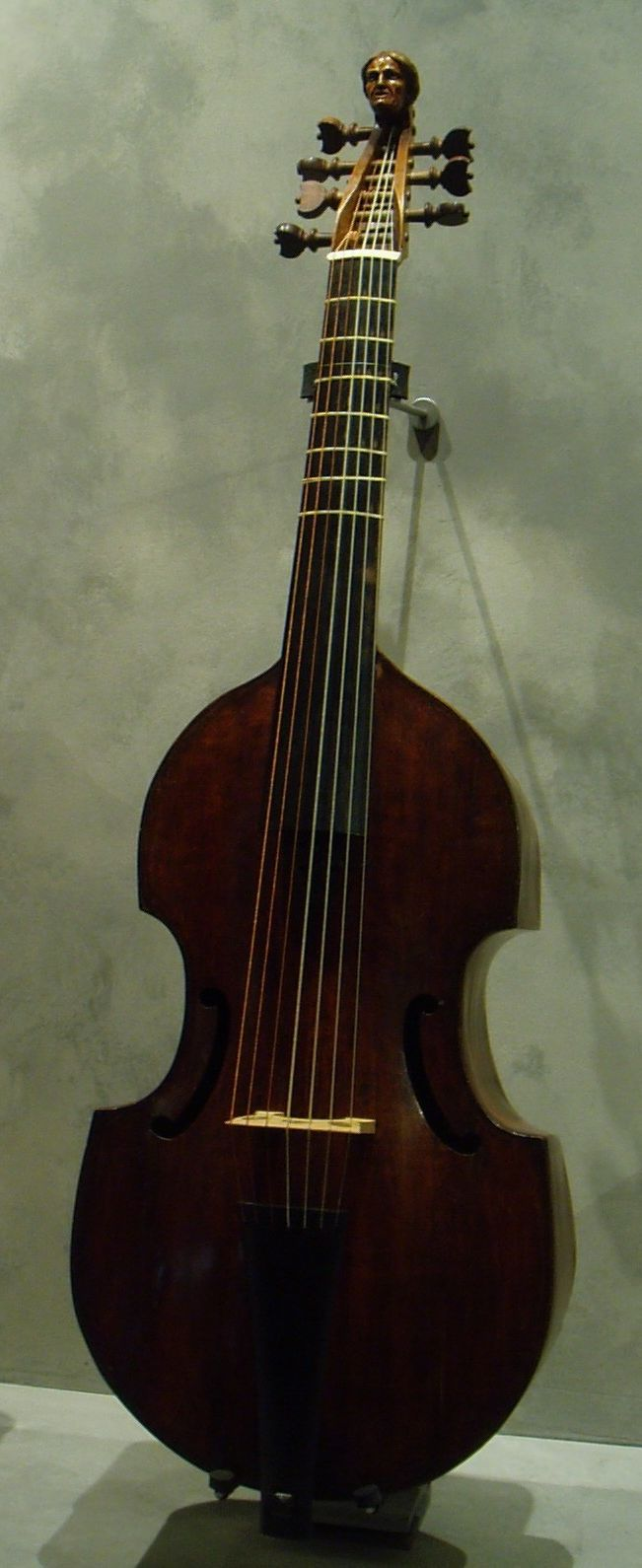
Viola da gamba mit Darmbünden

Als Bund wird eine Unterteilung des Griffbretts von Saiteninstrumenten bezeichnet, die quer zu den Saiten und in der Regel über die gesamte Breite des Griffbereichs verläuft. Die Bünde dienen dabei als Auflage für diejenigen Saiten, die beim Spielen mit den Fingern unmittelbar hinter den Bundstäben niedergedrückt werden und deren schwingender Teil dadurch durch die verbleibende Länge zwischen der unteren Saitenbefestigung und der jeweiligen Bundposition bestimmt wird. Durch die Positionierung der Bünde können die Saiten je nach Stimmungssystem und Tonsystem um auf vorab festgelegte Bruchteile ihrer Länge verkürzt werden.

## Etymologie und fremdsprachliche Bezeichnungen
Bei historischen und nicht-westlichen Instrumenten sind die Bünde aus Schnur oder einem Saitenmaterial wie Darm quer um den Hals gebunden, woher auch die Bezeichnung „Bund“ für den durch die „Bundierung“ definierten Griffbereich stammt. Die Bezeichnung wurde später auch auf die fest eingelassenen „Bundstäbe“ übertragen.
Auch die vom französischen Verb fretter abgeleitete englische Bezeichnung fret bezieht sich zunächst auf Vorgänge des Bindens, beinhaltet aber durch die etymologische Nähe zur aus dem altfranzösischen freter ‚dekorieren‘ übernommenen Bedeutungsvariante fret ‚gitterartige Dekorierung‘ den durch eine Bundierung entstehenden äußerlichen Aspekt. Das von fret abgeleitete und als fretting bezeichnete Greifen der Saiten bezieht sich im Gegensatz zum Deutschen nicht auf die Art der Handlung, sondern den Ort, an dem diese stattfindet.
Das spanische traste (von tastar, veraltet für tocar ‚berühren‘; vgl. auch italienisch tastar) betont den Aspekt des Haptischen, indem es den Bund als Berührungspunkt des Fingers mit dem Griffbrett definiert.

## Funktion

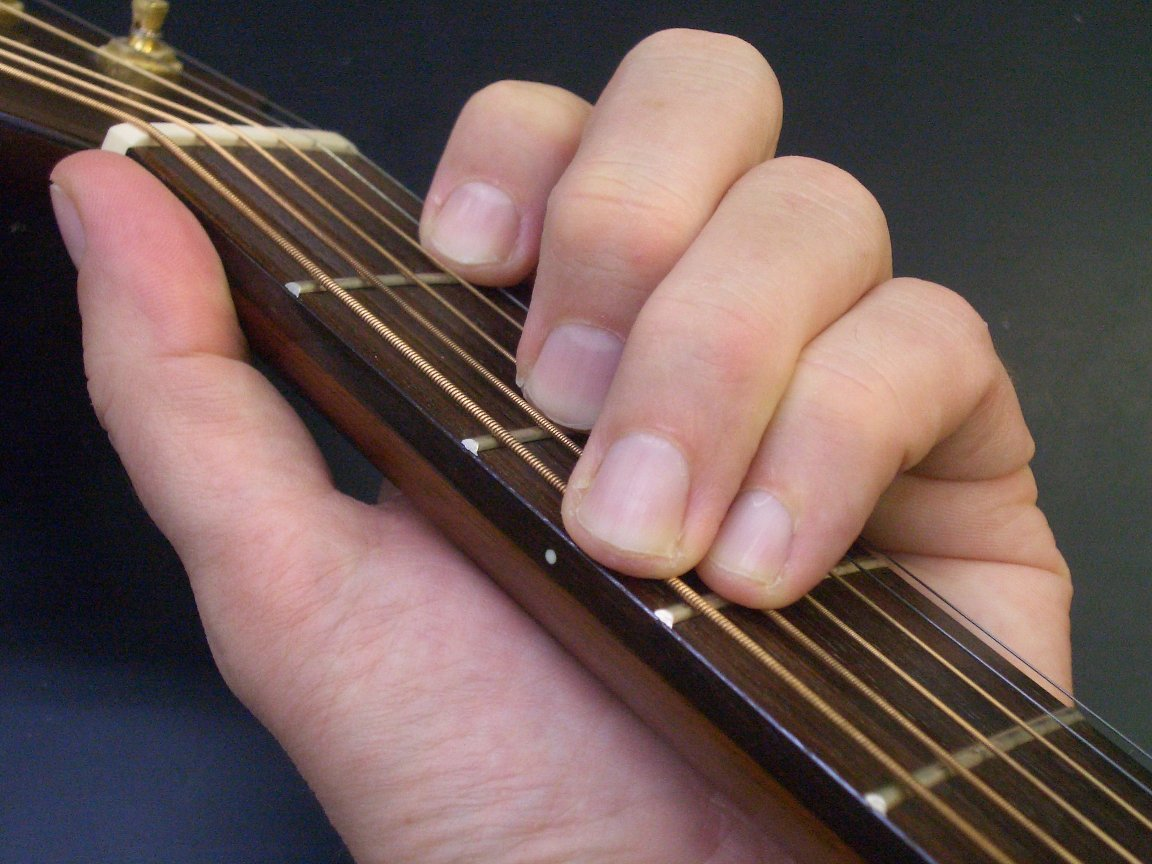
Griffbrett einer Gitarre mit Bünden

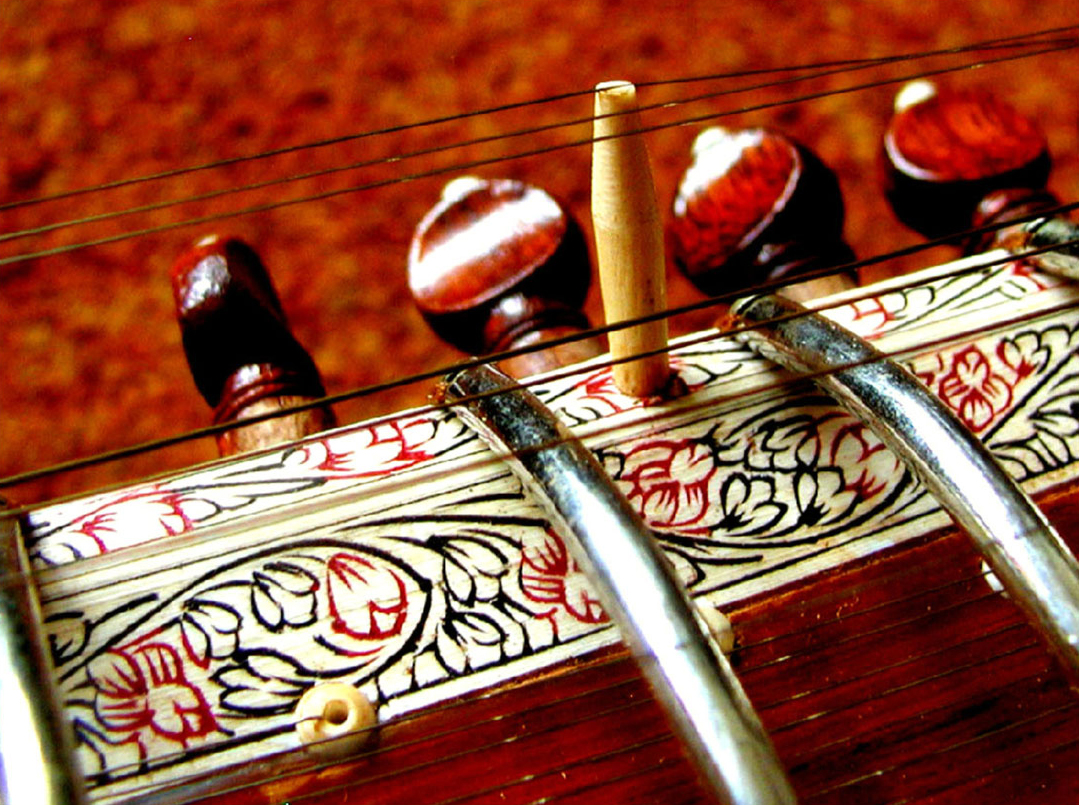
Die Bünde der Sitar sind Metallbögen am Hals ohne Griffbrett

Dass ein Griffbrett durch die Anbringung von Bünden zugleich in visuell leichter erfassbare Spielbereiche eingeteilt wird, kann zwar insbesondere im musikalischen Anfangsunterricht und beim Laienmusizieren durchaus ein Aspekt sein, der die Griffbrettorientierung erleichtert, ist aber letztlich nur ein Nebeneffekt von Bünden, da sich eine Visualisierung der Griffbereiche auch durch eingeritzte oder aufgemalte Orientierungslinien bewerkstelligen ließe.
Die eigentliche Funktion von Bünden liegt hingegen einerseits in der Beeinflussung der Klangfarbe (Tonqualität), andererseits in der Gewährleistung der Intonationsreinheit innerhalb eines Tonsystems.

### Beeinflussung der Saitenschwingung
Bünde kompensieren den im Vergleich zu angestrichenen Instrumenten bei Zupfinstrumenten höheren Initialimpuls beim Auslösen der Saitenschwingung dahingehend, dass sie wie Stege wirken, wodurch die schwingungsdämpfende Wirkung eines direkten Kontakts der Saite mit der weichen Fingerkuppe reduziert wird, was sich sowohl auf die Schwingungsdauer als auch auf die Klangfarbe durch eine deutlichere Ausbildung der höheren Spektralbereiche positiv auswirkt. Zudem erlaubt die Führung der Saite über einen Bund auch bei einer relativ geringen Saitenlage beim Anschlag eine höhere Ausgangsamplitude und somit einen lauteren und obertonreicheren Klang.

### Beeinflussung der Intonation
Darüber hinaus erleichtern Bünde in temperierten Stimmungssystemen insbesondere bei mehrsaitigen Instrumenten, die primär zur Realisation mehrstimmiger bzw. akkordischer Texturen verwendet werden, die „Reinheit“ der Intonation, schränken bei diesen allerdings auch die Möglichkeiten zu Intonationsvarianten ein – wie beispielsweise die auf bundlosen Instrumenten häufig praktizierte mikrointervallische Erhöhung bzw. Erniedrigung von aufwärts bzw. abwärts geführten Leittönen.

### Bünde bei Instrumenten ohne Griffbrett
Eine besondere Funktion haben die bogenförmigen und verschiebbaren Bünde der indischen Sitar, da dieses Instrument zwar über einen Hals verfügt, der aber durch die auf ihm verlaufenden Resonanzsaiten und seine konkave Form nicht unmittelbar als Griffbrett verwendet werden kann. Erst durch die brückenpfeilerartige Bundkonstruktion ist es überhaupt möglich, die oberhalb der Resonanzsaiten verlaufenden Spielsaiten mit der Greifhand zu verkürzen.

## Bundanordnung

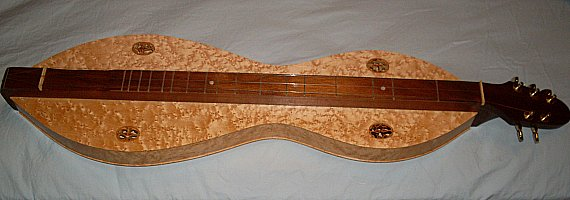
Dulcimer mit diatonischen Bünden

Beim heutigen Tonsystem der westlichen Musik ist die Oktave in zwölf Halbtöne unterteilt. Hier sind die Bünde in der Regel so positioniert, dass sie diesen Halbtönen in der gleichstufigen Stimmung entsprechen. Es gibt aber auch diatonisch bundierte Instrumente und Instrumente mit anderen Bundabständen, die andere Tonschritte erzeugen.
Neben Instrumenten, bei denen die Anbringung der Bünde in Halbtonabständen erfolgt, gibt es auch Instrumente, bei denen die Bünde andere Abstände haben, etwa diatonische Saiteninstrumente wie die Dulcimer, bei denen Halb- und Ganzton-Schritte vorkommen, Instrumente mit sogenannten Viertelton-Bünden, sowie Instrumente aus orientalischen Musiktraditionen, wie die türkische Saz, die arabische Buzuq, die persische Setar oder die indische Sitar.
Bei traditionellen und historischen Instrumenten können einzelne Bünde auch zwischen Stücken verschoben und schräggestellt werden zur Einstimmung des Instrumentes in verschiedene Stimmungssysteme, bei Instrumenten wie der Sitar dient die Verschiebbarkeit der Bünde zur Anpassung an die jeweils verwendeten Skalenmodelle.

## Bundmaterial

Bunddraht im Querschnitt

Bünde aus Schnur oder Darm sind typisch für Lauten und Gamben. Bis etwa Mitte des 19. Jahrhunderts waren auch Bünde aus Holz oder Elfenbein in Gebrauch.
Heute verfügen die meisten bundierten Instrumente wie Gitarre, Mandoline, Ukulele und Banjo über in das Griffbrett eingelassene Bünde aus Metall, meist aus Neusilberdraht oder aus einer Nickel-Silber-Legierung. Sie sind quer zum Griffbrett in vorher gesägte Schlitze eingearbeitet und verlaufen, von wenigen Ausnahmen abgesehen, über dessen gesamte Breite. Ihre Abstände zueinander verjüngen sich in Richtung Korpus (vgl. Bundreinheit).
Es gibt Bünde in verschiedenen Stärken. Die Bundstärke ist in der Regel auf dem ganzen Griffbrett einheitlich. Sie muss vor allem auf die Dicke, das Material und die Länge der Saiten abgestimmt sein. Bei einer Mandoline oder Ukulele beispielsweise sind die Bünde dünner als bei einer Gitarre, bei einem E-Bass sind sie dicker.

## Spezielle Bundformen
Das System der sogenannten slanted frets (engl.: slant = schief, schräg; fret = Bund), auch fanned frets, ist schon im 16. Jahrhundert beim Orpheoreon, einem lautenähnlichen Instrument der Renaissance, zu beobachten. Moderne Instrumentenbauer haben die Idee wieder aufgegriffen und sind damit erfolgreich. Fanned Frets erlauben unterschiedliche Mensuren auf einem Instrument, wodurch die Bass-Saiten angeblich wesentlich voller klingen sollen.
Einige Gitarrenhersteller, wie die schwedische Firma True Temperament experimentieren mit gebogenen („Spaghetti“-)Bünden, um die Intonation der Instrumente zu verbessern. Damit das überzeugend funktioniert, muss der Spieler auf eine stets gleichbleibende Saitenlage, identische Saiten und gleichbleibende Halskrümmung achten, was allerdings beim Übergang von einer Jahreszeit zur anderen oder bei einem reisebedingten Klimawechsel zu Problemen führen kann.
Einige Hersteller führen auch Modelle mit nur teilweiser Bundierung. Diese Variante ermöglicht es, in unterschiedlichen Griffbrettbereichen den Klang sowohl eines bundierten als auch unbundierten Instruments zu erzeugen. Dabei fehlen meistens die Bünde im oberen Bereich des Griffbretts.